# Somaloniscus nitidus
Somaloniscus nitidus is een pissebed uit de familie Eubelidae. De wetenschappelijke naam van de soort is voor het eerst geldig gepubliceerd in 1894 door Wedenissow.